# Algarrobina
 (avril 2016).
Si vous disposez d'ouvrages ou d'articles de référence ou si vous connaissez des sites web de qualité traitant du thème abordé ici, merci de compléter l'article en donnant les références utiles à sa vérifiabilité et en les liant à la section « Notes et références ».

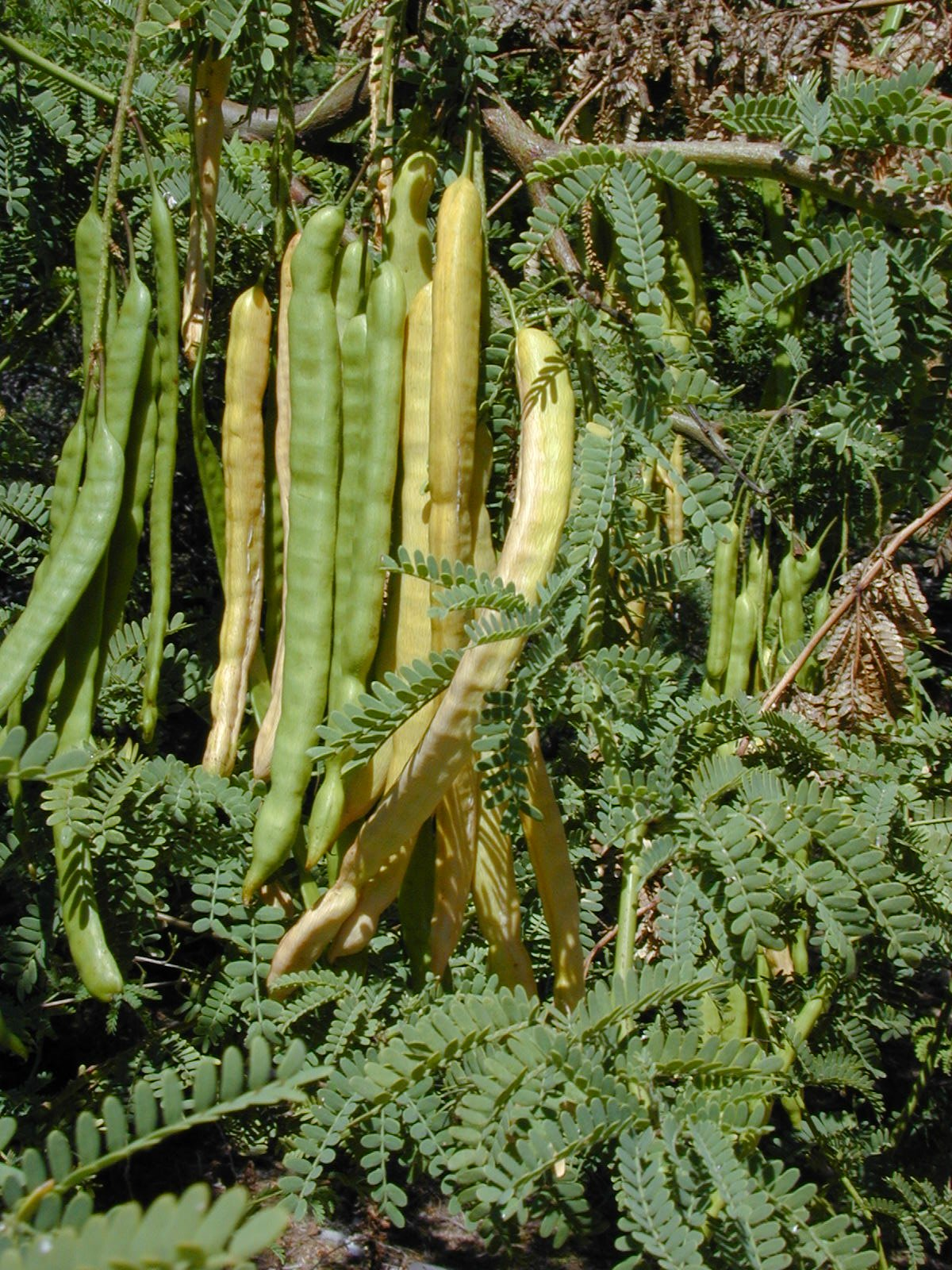
Gousses de Prosopis pallida

L’algarrobina ou sirop de mesquite est un sirop tiré de la gousse de Prosopis pallida  (Algarobbo), un arbre originaire d'Amérique du Sud. Il est largement utilisé dans la cuisine péruvienne. 
À ne pas confondre avec le caroubier d'Afrique du nord, arbre différent (Ceratonia siliqua L.), qui produit un sirop comparable (sirop de caroube). 

## Description

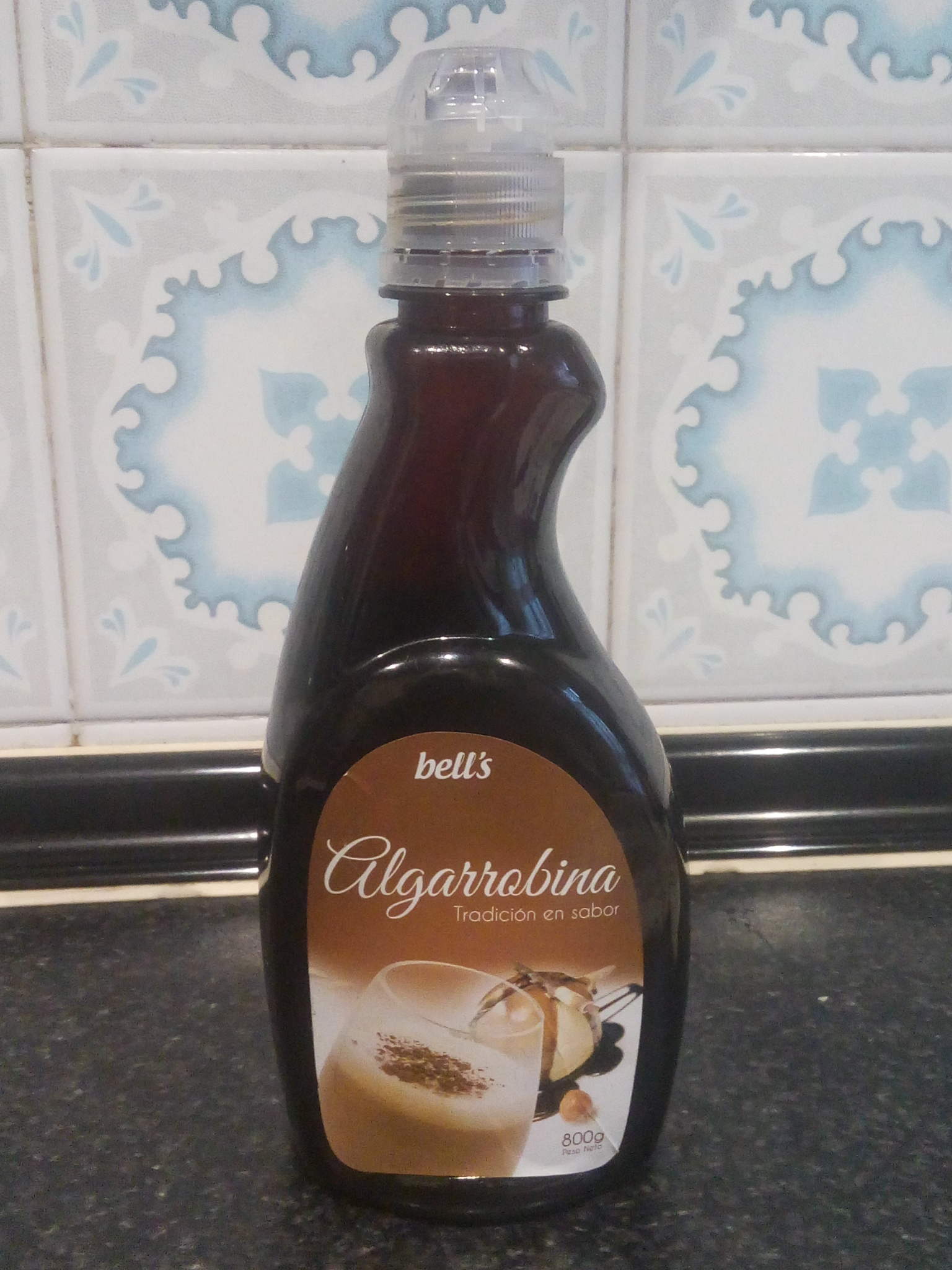
Exemple de flacon contenant de l'algarrobina sous forme de sirop

Le sirop est obtenu par cuisson des gousses. L'extrait est concentré pour obtenir un sirop sucré apprécié pour ses propriétés nutritionnelles. Il contient plus de minéraux que le miel et est plus nutritif que celui obtenu à partir de la pomme de cajou. 

## Utilisation

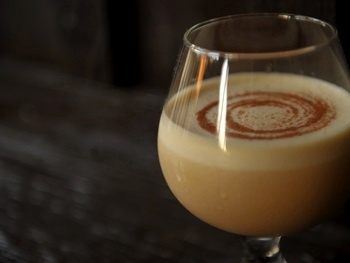
Cocktail « algarrobina »

L'algarrobina est ajouté au pisco pour l'élaboration du cocktail éponyme.